# Unchiul meu Jacinto
Unchiul meu Jacint (titlul original: în spaniolă Mi tío Jacinto) este un film dramatic hispano-italian, realizat în 1956 de regizorul Ladislao Vajda, protagoniști fiind actorii Pablito Calvo, Antonio Vico, Luis Sánchez Polack și Juan Calvo.
Acest film poate fi considerat o încercare de a adapta temele și estetica neorealismului italian la contextul Spaniei lui Franco (relația dintre un bărbat adult și un copil pare să fi fost inspirată direct de Hoți de biciclete al lui Vittorio de Sica), combinată cu o notă de picarescul spaniol nativ.

## Rezumat
Pepote este un orfan de șapte ani care locuiește cu unchiul său Jacinto într-o baracă de la periferia Madridului. Jacinto este un fost toreador eșuat și actual un bețiv fără loc de muncă, deși nepotul său îl adoră și amândoi au grijă unul de celălalt. Ei se ocupă ca persoanele fără adăpost dar ingenioase: strâng mucuri de țigară pentru a vinde tutunul rămas pentru a-și asigura hrana zilnică, fac comisioane și fac orice afaceri mici.
Într-o dimineață primește o scrisoare cu oferta pentru Jacinto să revină ca torero în următoarea seară într-o coridă comică cu o recompensă de 1500 de pesete, o mică avere pentru Spania postbelică, dar nu au cele 300 de pesete necesare pentru a închiria un costum de matador și au mai puțin de o zi să-l ia. Cei doi petrec restul zilei încercând prin toate mijloacele să obțină acei bani, deși Jacinto încercase întotdeauna să-și țină nepotul departe de o viață de delicvent. Însă lipsa lui de pricepere în a încerca să înșele oamenii înseamnă că ajunge la secția de poliție și pierde ceasurile false în care și-au investit toți banii, iar poliția este aproape de punctul de a-i lua custodia copilului. La lăsarea nopții, Jacinto disperat se oferă să descarce un camion plin cu saci grei pentru cele trei sute de pesete necesare, dar leșină la jumătatea lucrului. Când totul pare pierdut, Pepote reușește să obțină compătimească croitorului cu chipul și zâmbetul lui de înger, astfel încât să le împrumute costumul de matador.
Jacinto, însoțit de Pepote și de angajatul croitorului care păzește costumul, ajunge în Plaza de Las Ventas cu speranța că aceasta va fi ocazia lui de a reuși și de a se arăta demn în fața nepotului său. Dar în ciuda tuturor încercărilor sale, ploaia torențială îi strică prestația, așa că părăsește careul învins și cu regretul că trebuie să apară în fața lui Pepote și să-i vadă dezamăgirea pe față. Dar băiatul nu a asistat la eșecul său pentru că părăsise piața de îndată ce a început să plouă. Așa că, atunci când Pepote îl întreabă, Jacinto ascunde adevărul lăudându-se cu pasele de luptă și învingerea finală. Amândoi se întorc acasă râzând, în timp ce Jacinto continuă să-i povestească despre presupusele lui fapte.

## Distribuție
- Pablito Calvo – Pepote
- Antonio Vico – Jacinto
- Juan Calvo – croitorul
- Luis Sánchez Polack – ajutorul croitorului
- Julio Sanjuán – organizatorul
- Miguel Gila – Paco, escrocul
- Joaquín Portillo – prietenul lui Paco
- José Marco Davó – inspectorul de poliție
- Adriano Domínguez – agentul de poliție
- Pastora Peña – vânzător de timbre
- José Isbert – Sánchez, falsificator de ceasuri
- Paolo Stoppa – falsificator de arte
- Walter Chiari – prietenul falsificatorului de arte
- Gildo Bocci – ceasornicarul
- Giulio Battiferri – lăptarul
- Mariano Azaña – reparatorul
- Rafael Bardem – agentul artistic
- Jesús Colomer – lustragiul
- José Calvo – magazionerul

## Premii
- 1956 Festivalul Internațional de Film de la Berlin – Premiul special al publicului pentru Pablito Calvo
- 1956 Medalia CEC (Cercul scriitorilor cinematografici) – Cele mai bune decoruri lui Antonio Simont

## Lansare
Filmul Unchiul meu Jacinto a avut premiera în Italia pe data de 31 martie 1956.
În România premiera filmului a avut loc la data de 10 august 1959 la cinematografele „Patria”, „I.C. Frimu”, „Flacăra”, „Grădina Dinamo” și „Libertății” (sală și grădină) din capitală.